# Отбойное течение
Отбойное течение
Отбойное течение, тягун, разрывное течение, также отбойная волна — один из видов морских прибрежных течений, направленный под прямым углом от берега к морю. Образуется в ходе отлива, когда прилившаяся вода начинает отходить (с разной скоростью) обратно в море. Наиболее опасны для людей отбойные течения мелководных морей с пологим, низинным берегом, который обрамляют песчаные косы, мели и островки (Азовское море, Мексиканский залив и др.) В данном случае во время отлива вода не может постепенно вернуться в открытое море из-за сдерживающей её песчаной косы. Давление воды на узкий пролив, соединяющий лиман с морем, резко нарастает. В этом месте образуется быстрина, по которой вода устремляется обратно в море с большой скоростью (до 2,5-3,0 м/сек), образуя течение.

## Способы определения
- Видимый канал бурлящей воды, поперечный берегу; впрочем, бывает и наоборот: всюду волны, а между ними узкая полоса «спокойной» воды, без волн — это и есть область отбойного течения.
- Прибрежная область с изменённым цветом воды (скажем, всё вокруг голубое или зелёное, а какой-то участок белый); или наоборот.
- Участок пены, какой-то морской растительности, пузырей, который устойчиво движется от берега в открытое море.
- Разрыв в общем строении приливных волн: сплошная полоса волн, а посередине пяти-десятиметровый разрыв. Реже встречается разрыв в волнах до 50 метров, — но тоже бывает[1].

## Меры предосторожности
Отбойное течение — наиболее опасное из всех видов прибрежных течений, поскольку, попав в отбойную волну, испугавшиеся новички ошибочно начинают грести изо всех сил против течения, находясь при этом в одном и том же месте и быстро расходуя все свои силы. Попав в отбойную волну, не следует сопротивляться ей и не нужно сразу же грести к берегу. Сразу же следует плыть параллельно берегу некоторое время, а затем уже возвращаться к берегу под некоторым углом или по прямой, когда отбойное течение уже не будет ощущаться. Как правило, отплыв вдоль берега на 15—20 метров (иногда до 50 метров), можно выплыть из отбойного течения в менее подвижную воду. Кроме того, следует помнить, что отбойное течение ослабнет с удалением от берега. Отбойные течения довольно коротки, и более того, с большой скоростью движется лишь поверхностный слой воды, который поддерживает плывущие в нём объекты, а не накрывает их.
Не следует купаться в узких проливах между косами и островами — это зоны возникновения отбойных течений.